# P.S. Your Cat Is Dead!
P.S. Your Cat Is Dead! (trad. lett. P.S. Il tuo gatto è morto!) è un film del 2002 diretto da Steve Guttenberg.

## Trama
Vigilia di capodanno: la coppia in crisi Jimmy e Kate consuma il loro ultimo furibondo litigio, non accorgendosi che nel frattempo un ladro sta svaligiando la loro casa. Dopo che Kate lascia l'appartamento, Jimmy rimane solo con il ladro gay Eddie; tra i due nasce un confronto fatto di dialoghi, in cui Jimmy si mette a nudo, ponendosi delle domande fino ad allora nascoste: e se anche Jimmy fosse gay?